# Octyl acetat
Octyl acetat là một hợp chất hữu cơ với công thức C10H20O2, khối lượng phân tử là 172,27 g/mol, nhiệt độ sôi là 211 °C và mật độ 870 kg/m³. Nó được phân loại là este hình thành từ 1-octanol (octyl alcohol) và axit axetic. Octyl axetat được tìm thấy trong cam, bưởi, đồ uống có cồn và các sản phẩm có mùi khác, đặc biệt là mùi vị của táo. Nó là thành phần để tạo nên hương vị nhân tạo và mùi hương trong nước hoa. Ngoài ra, nó cũng là một dung môi cho nitrocellulose, sáp, dầu, và một số loại nhựa.
Các nhóm thế của Octyl axetat:
- Este rượu cồn
- Muối Axetat
- Este axit carboxylic
- Dẫn xuất axit carboxylic
- Dẫn xuất hydrocarbon
- Hợp chất Organooxygen
- Nhóm Carbonyl
- Hợp chất acyclic aliphatic

### Tính chất vật lý
Octyl axetat là một chất lỏng không màu, không độc hại, không hòa tan với nước nhưng hòa tan được với cồn và một số loại dầu cố định.

### Chức năng sinh học
Octyl axetat có thể là tín hiệu tế bào, nhiên liệu và lưu trữ năng lượng, nguồn nhiên liệu hoặc năng lượng và là chất dinh dưỡng.
Lưu ý: Octyl axetat nên được cất giữ ở nơi thoáng mát, khô ráo trong các thùng kín, tránh ánh nắng mặt trời trực tiếp và hơi nóng.